# Prvenstvo Osječkog nogometnog podsaveza – II. razred 1928./29.
II. razred prvenstva Osječkog nogometnog podsaveza u sezoni 1928./29., igran za klubove s područja Osijeka.  
 
Sudjelovalo je pet klubova, a prvak je bio klub "ŽAK" ("Željeznički AK") iz Osijeka. 

## Sustav natjecanja
Pet klubova je igralo dvokružnu ligu (10 kola, 8 utakmica po momčadi). 

## Ljestvica
| mj. | klub             | ut. | pob. | ner. | por. | gol+ | gol- | bod | 1929./30. |
| --- | ---------------- | --- | ---- | ---- | ---- | ---- | ---- | --- | --------- |
| 1.  | ŽAK Osijek       | 8   | 5    | 2    | 1    | 27   | 9    | 12  | I. razred |
| 2.  | Makabi Osijek    | 8   | 5    | 1    | 2    | 26   | 14   | 11  |           |
| 3.  | Croatia Osijek   | 8   | 2    | 3    | 3    | 11   | 12   | 7   |           |
| 4.  | Viktorija Osijek | 8   | 3    | 0    | 5    | 19   | 26   | 6   |           |
| 5.  | Olimpija Osijek  | 8   | 2    | 0    | 6    | 6    | 28   | 4   |           |

## Rezultatska križaljka
| kratica | klub             | CRO | MAK | OLI | VIK | ŽAK |
| --- | ---------------- | --- | --- | --- | --- | --- |
| CRO | Croatia Osijek   |     |     |     |     |     |
| MAK | Makabi Osijek    |     |     |     |     |     |
| OLI | Olimpija Osijek  |     |     |     |     |     |
| VIK | Viktorija Osijek |     |     |     |     |     |
| ŽAK | ŽAK Osijek       |     |     |     |     |     |
| |                  |     |     |     |     |     |
| podebljan rezultat - utakmice od 1. do 5. kola (1. utakmica između klubova) rezultat normalne debljine - utakmice od 6. do 10. kola (2. utakmica između klubova) rezultat nakošen - nije vidljiv redoslijed odigravanja međusobnih utakmica iz dostupnih izvora rezultat smanjen * - iz dostupnih izvora nije uočljiv domaćin susreta prekrižen rezultat - poništena ili brisana utakmica p - utakmica prekinuta 3:0 p.f. / 0:3 p.f. - rezultat 3:0 bez borbe n.i. - nije igrano |                  |     |     |     |     |     |

 Izvori: